# 자기 동형 사상

두 케일리 그래프 간의 자기 동형 사상, 주기 표기법의 순열 및 두 케일리 표 사이의 함수로 표시된 클라인 4원군의 자기 동형 사상.

수학에서, 자기 동형 사상(自己同型寫像, 영어: automorphism)은 자기 사상인 동형 사상이다. 즉, 어떤 대상을 스스로 위에 사상하며, 대상의 구조를 양향적으로 유지하므로, 그 대상의 대칭을 나타낸다고 할 수 있다. 주어진 대상의 모든 자기 동형 사상은 군을 형성한다.

## 정의
범주 {\displaystyle {\mathcal {C}}}의 자기 동형 사상은 자기 사상인 동형 사상이다. 즉, 다음 두 조건을 만족시키는 사상 {\displaystyle f\colon X\to Y}이다.
- (자기 사상) 정의역과 공역이 같다. 즉, {\displaystyle X=Y}이다.
- (동형 사상) {\displaystyle f\circ g=g\circ f=\operatorname {id} _{X}}인 {\displaystyle g\colon X\to X}가 존재한다.

국소적으로 작은 범주 {\displaystyle {\mathcal {C}}}의 대상 {\displaystyle X}가 주어졌을 때, {\displaystyle X}의 자기 동형 사상들은 사상의 합성에 대하여 군을 이룬다. 이 군에서, 항등원은 항등 사상이며, 역원은 역사상이다. 이를 자기 동형군(自己同型群, 영어: automorphism group)이라고 하고, {\displaystyle \operatorname {Aut} (X)}로 쓴다. 즉, 자기 동형군은 자기 사상 모노이드의 가역원군이다.
{\displaystyle \operatorname {Aut} (X)=\operatorname {End} (X)^{\times }}

## 예
- 주어진 부호수의 대수 구조와 그 준동형의 구체적 범주 (또는 그 충만한 부분 범주)에서, 자기 동형 사상은 단순히 전단사 함수인 자기 준동형이다.
  - 집합의 범주에서, 자기 동형 사상은 전단사 자기 함수(순열)이며, 집합 {\displaystyle S}의 자기 동형군은 대칭군 {\displaystyle \operatorname {Sym} (S)}이라고 한다.
  - 체 {\displaystyle K} 위의 벡터 공간의 범주 {\displaystyle K{\text{-Vect}}}에서, 자기 동형 사상은 전단사 자기 선형 변환이며, 벡터 공간 {\displaystyle V}의 자기 동형군은 일반선형군 {\displaystyle \operatorname {GL} (V;K)}이다.
  - 군의 범주에서, 자기 동형 사상은 전단사 자기 군 준동형이다. 이는 구조가 변경되지 않은 상태로 유지되는 군 원소의 순열이라고 할 수 있다. 모든 군 {\displaystyle G}에 대해 상이 내부 자기 동형군 {\displaystyle \operatorname {Inn} (G)}이고 핵이 중심 {\displaystyle \operatorname {Z} (G)}인 자연스러운 군 준동형 {\displaystyle G\to \operatorname {Aut} (G)}가 존재한다. 따라서 {\displaystyle G}의 중심이 자명하다면, {\displaystyle G}는 자신의 자기동형군의 부분군으로 여길 수 있다.[1] 이 경우 자기 동형군 {\displaystyle \operatorname {Aut} (G)}의 중심 역시 자명하므로, 위 과정을 반복하여 자기 동형탑을 만들 수 있다. 자명한 중심을 갖는 유한군의 자기 동형탑은 무한히 커지지 않음을 보일 수 있다.
- 갈루아 확대의 자기 동형군은 갈루아 군이라고 한다.
- 모노이드 {\displaystyle M}을 하나의 대상 {\displaystyle \bullet }을 갖는 범주로 간주하였을 때, 유일한 대상의 자기 동형군 {\displaystyle \operatorname {Aut} (\bullet )}은 {\displaystyle M}의 가역원들의 군 {\displaystyle \{m\in M\colon \exists n\in M\colon mn=nm=1\}}이다. 특히, 만약 {\displaystyle M}이 군이라면, {\displaystyle \operatorname {Aut} (\bullet )\cong M}이다.
- 정수의 덧셈군 {\displaystyle \mathbb {Z} }는 유일한 비항등 자기 동형 사상 {\displaystyle 1\mapsto -1}을 갖는다. 그러나 환으로서의 {\displaystyle \mathbb {Z} }는 항등 자기 동형 사상만 갖는다. 덧셈 역원을 취하는 함수는 모든 아벨 군의 자기 동형 사상이지만, 환이나 체에서는 일반적으로 (표수가 2가 아닌 경우) 자기 동형 사상이 아니다.
- 체(와 환 준동형)의 범주에서, 체 자기 동형 사상은 전사 자기 환 준동형이며, 이는 자동적으로 전단사 함수가 된다. 유리수체 {\displaystyle \mathbb {Q} }와 실수체 {\displaystyle \mathbb {R} }의 경우 항등이 아닌 자기 동형은 존재하지 않는다. {\displaystyle \mathbb {R} }의 일부 부분체는 비항등 자기 동형을 갖는다. 예를 들어, {\displaystyle a+b{\sqrt {2}}\mapsto a-b{\sqrt {2}}} ({\displaystyle a,b\in \mathbb {Q} })는 이차 수체 {\displaystyle \mathbb {Q} ({\sqrt {2}})}의 자기 동형이다. 그러나 이러한 부분체의 자기 동형은 {\displaystyle \mathbb {R} }에서 제곱근이 있는 수의 성질을 유지할 수 없기 때문에 {\displaystyle \mathbb {R} } 전체로 확장되지는 않는다. 복소수체 {\displaystyle \mathbb {C} }의 자기 동형 사상은 체의 확대 {\displaystyle \mathbb {C} /\mathbb {Q} }의 자기 동형 사상과 동치이다. {\displaystyle \mathbb {R} }을 {\displaystyle \mathbb {R} }로 보내는 {\displaystyle \mathbb {C} }의 자기 동형 사상은 항등 함수와 켤레 복소수 밖에 없으며, 이 둘은 유일한 {\displaystyle \mathbb {C} }의 연속 자기 동형 사상이기도 하다. 선택 공리를 가정하면, {\displaystyle \mathbb {C} }의 임의의 부분체의 임의의 자기 동형 사상은 {\displaystyle \mathbb {C} }의 자기 동형 사상으로 확장될 수 있으며, 또한 자기 동형들의 집합의 크기는 {\displaystyle 2^{2^{\aleph _{0}}}}이다.[2][3]
- 사원수 {\displaystyle \mathbb {H} }의 환 자기 동형 사상은 스콜렘-뇌터 정리에 의해 내부 자기 동형 사상이 된다. 즉, 자기 동형 사상은 어떤 원소 {\displaystyle b}에 대해 {\displaystyle a\mapsto bab^{-1}} 형식을 갖는다.[4] 사원수의 자기동형군은 3차원 공간에서의 회전군인 SO(3)과 동형이다.
- 팔원수 {\displaystyle \mathbb {O} }의 자기동형군은 예외적 리 군 G₂이다.
- 그래프(와 그래프 준동형)의 범주에서, 그래프의 자기 동형 사상은 변과 변이 아닌 것을 보존하는 꼭짓점의 순열이다. 특히 두 꼭짓점이 변으로 연결되면 순열에 의한 상도 연결되어 있다.
- 기하학에서 자기 동형 사상은 공간의 운동이라고 할 수 있다. 몇몇 특수한 상황에서 사용되는 용어는 다음과 같다.
  - 거리 공간과 등거리변환의 범주에서, 자기 동형 사상은 전사 자기 등거리변환이다. 이는 자동으로 전단사 함수가 되며, 역함수 역시 등거리변환이다. 유클리드 공간 {\displaystyle \mathbb {R} ^{n}}의 거리 공간으로서의 자기 동형군은 유클리드 군 {\displaystyle \operatorname {IO} (n)}이다.
  - 리만 곡면(과 정칙 함수)의 범주에서, 자기 동형 사상은 자기 쌍정칙 함수(등각 사상)이다. 예를 들어, 리만 구의 자기 동형 사상은 뫼비우스 변환이다.
  - 매끄러운 다양체(와 매끄러운 함수)의 범주에서, 매끄러운 다양체 {\displaystyle M}의 자기 동형 사상은 자신으로의 미분 동형 사상이며, 그 자기동형군은 흔히 {\displaystyle \operatorname {Diff} (M)}으로 표기한다.
  - 위상 공간(과 연속 함수)의 범주에서, 위상 공간의 자기 동형 사상은 자신으로의 위상 동형 사상이다. 이때 전단사 연속 함수는 위상 동형 사상이 되기 위한 충분 조건이 아니다.

### 체의 확대
임의의 체 {\displaystyle K}가 주어졌을 때, 다음과 같은 범주 {\displaystyle K\backslash \operatorname {Field} }를 정의할 수 있다.
- {\displaystyle K\backslash \operatorname {Field} }의 대상은 체의 확대 {\displaystyle L/K}들이다.
- {\displaystyle K}의 확대 {\displaystyle L/K}와 {\displaystyle L'/K} 사이의 사상은 {\displaystyle K}-대수 단사 준동형 {\displaystyle L\to L'}이다. (단사 조건은 가정하지 않더라도 자동적으로 성립한다.)

이 범주에서, {\displaystyle L/K}의 자기 동형 사상은 {\displaystyle K}-대수 동형 {\displaystyle L\to L}이다. {\displaystyle L/K}가 대수적 확대일 때, 모든 {\displaystyle K}-대수 단사 준동형 {\displaystyle L\to L}은 {\displaystyle K}-대수 동형이다. 즉, 자동적으로 전사 함수가 된다.:230, Lemma 2.1
증명:
임의의 체의 확대 {\displaystyle L/K} 및 {\displaystyle K}-대수 단사 준동형 {\displaystyle \sigma \colon L\to L} 및 {\displaystyle a\in L}에 대하여, {\displaystyle a\in \sigma (L)}임을 보이면 족하다. {\displaystyle p\in K[x]}가 {\displaystyle a}의 최소 다항식이라고 하고, {\displaystyle S}가 {\displaystyle p(x)}의 {\displaystyle L} 속의 근들의 집합이라고 하자. 그렇다면 {\displaystyle K(S)/K}는 대수적 확대이자 유한 생성 확대이며, 따라서 유한 확대이다. 즉, {\displaystyle K(S)}의 {\displaystyle K}-벡터 공간 차원은 유한하다. {\displaystyle \sigma }는 {\displaystyle p}의 근을 {\displaystyle p}의 근으로 보내므로, {\displaystyle \sigma (K(S))\subseteq K(S)}이다. {\displaystyle \sigma }는 단사 {\displaystyle K}-선형 변환이므로, {\displaystyle \sigma (K(S))}와 {\displaystyle K(S)}의 차원은 같다. 따라서, {\displaystyle \sigma (K(S))=K(S)\supseteq S\ni a}이다.

## 역사
최초의 군 자기 동형 사상(단순히 점의 자기동형군이 아닌 군의 자기 동형) 중 하나는 아일랜드 수학자 윌리엄 로언 해밀턴이 1856년 그의 정이십면체 대수(en:icosian calculus)에서 발견한 2차 자기 동형 사상이다.
{\displaystyle \mu }는 항등원의 새로운 5제곱근이고, 이전의 5제곱근 {\displaystyle \lambda }과 완전한 상호 관계(perfect reciprocity)로 연결되어 있다.

## 내부 및 외부 자기 동형 사상
일부 범주(특히 군, 환, 리 대수)에서 자기 동형 사상을 "내부" 및 "외부" 자기 동형 사상의 두 가지 유형으로 분리할 수 있다.
군의 경우, 내부 자기 동형 사상은 군 원소에 의해 만들어지는 켤레이다. 군 {\displaystyle G}의 각 원소 {\displaystyle a}에 대해 {\displaystyle a}에 의한 켤레 {\displaystyle \varphi _{a}:G\to G}는 {\displaystyle \varphi _{a}(g)=aga^{-1}}으로 주어지는 연산이다. (대신 {\displaystyle a^{-1}ga}을 사용할 수도 있다.) {\displaystyle a}에 의한 켤레는 군 자기 동형 사상임을 쉽게 확인할 수 있다. Goursat의 보조정리에 따르면, 내부 자기 동형 사상은 {\displaystyle \operatorname {Aut} (G)}의 정규 부분군을 형성한다. 이는 {\displaystyle \operatorname {Inn} (G)}으로 표기한다.
내부 자기 동형 사상이 아닌 자기 동형 사상은 외부 자기 동형 사상이다. 몫군 {\displaystyle \operatorname {Aut} (G)/\operatorname {Inn} (G)}은 일반적으로 {\displaystyle \operatorname {Out} (G)}으로 표기한다. 비자명한 원소는 외부 자기 동형을 포함하는 잉여류이다.
단위원을 갖는 환 또는 대수에서 가역원 {\displaystyle a}에 대해 같은 정의를 적용할 수 있다. 리 대수의 경우 정의가 약간 다르다.

## 같이 보기
- 반 자기 동형 사상
- Automorphism (스도쿠 퍼즐에서)
- 특성 부분군
- 자기준동형환
- 프로베니우스 사상
- 사상
- 순서 자기 동형 (순서론에서).
- 관계 보존 자기 동형 사상
- 분수 푸리에 변환

## 참고 문헌
1. ↑  PJ Pahl, R Damrath (2001). 〈§7.5.5 Automorphisms〉. 《Mathematical foundations of computational engineering》 Felix Pahl translation판. Springer. 376쪽. ISBN 3-540-67995-2.
2. ↑  Yale, Paul B. (May 1966). “Automorphisms of the Complex Numbers” (PDF). 《Mathematics Magazine》 39 (3): 135–141. doi:10.2307/2689301. JSTOR 2689301. 2020년 11월 8일에 원본 문서 (PDF)에서 보존된 문서. 2022년 4월 16일에 확인함.
3. ↑  Lounesto, Pertti (2001), 《Clifford Algebras and Spinors》 2판, Cambridge University Press, 22–23쪽, ISBN 0-521-00551-5
4. ↑  《Handbook of algebra》 3, Elsevier, 2003, 453쪽
5. ↑  Lang, Serge (2002). 《Algebra》. Graduate Texts in Mathematics (영어) 211 개정 3판. New York, NY: Springer. doi:10.1007/978-1-4613-0041-0. ISBN 978-1-4612-6551-1. ISSN 0072-5285. MR 1878556. Zbl 0984.00001.
6. ↑  윌리엄 로언 해밀턴 (1856). “Memorandum respecting a new System of Roots of Unity” (PDF). 《Philosophical Magazine》 12: 446.